# National Film Registry

Logo del National Film Registry

Il National Film Registry (NFR) è il registro della selezione di film scelti dal National Film Preservation Board (NFPB) degli Stati Uniti per la loro conservazione nella Biblioteca del Congresso. L'NFPB, istituito dal National Film Preservation Act del 1988, venne nuovamente autorizzato dalle leggi del Congresso nel 1992, 1996, 2005 e nuovamente nell'ottobre 2008. La legge del 1996 istituì anche la fondazione, senza scopo di lucro, National Film Preservation Foundation che, anche se affiliata con l'NFPB, raccoglie fondi dal settore privato.

## Criteri
L'NFPB aggiunge all'NFR fino a 25 film "culturalmente, storicamente o esteticamente significativi" ogni anno, mettendo in mostra la gamma e la diversità del patrimonio cinematografico americano per aumentare la sensibilizzazione per la sua conservazione. Per poter beneficiare dell'inclusione, un film deve avere almeno dieci anni.
Per la prima selezione nel 1989 il pubblico candidò per essere considerati quasi mille film. I membri dell'NFPB svilupparono poi singole schede di possibili film per l'inclusione. Le schede vennero tabulate in una lista di 25 film che venne poi modificata dal bibliotecario del Congresso James H. Billington e dal suo staff presso la biblioteca per la selezione finale. Dal 1997 i membri del pubblico sono stati in grado di candidare fino a 50 film all'anno che venissero presi in considerazione dall'NFPB e dal bibliotecario.
L'NFR comprende film che vanno dai classici di Hollywood ai film orfani (cioè quelli abbandonati dai possessori dei loro diritti). Non è richiesto che il film sia un lungometraggio, né è necessario che sia stato distribuito nei cinema. Il Registry contiene anche cinegiornali, film muti, film sperimentali, cortometraggi, film non più protetti da copyright, serial cinematografici, film amatoriali, documentari, film indipendenti, film per la televisione e video musicali. Dal 2013 ci sono 625 film conservati nel Registry.
Il più antico film in elenco (al 2024) è Newark Athlete (1891) e i più recenti sono 12 anni schiavo e 20 Feet from Stardom, entrambi del 2013.
Contando gli 11 serial pluriennali nell'NFR una volta (come fa l'NFR) per anno di realizzazione, l'anno con il maggior numero di film selezionati è il 1939, con 18 film di tale anno scelti per la conservazione. Il tempo tra l'esordio di un film e la sua selezione varia notevolmente. La massima distanza è di 129 anni; Annabelle Serpentine Dance fu distribuito originariamente nel 1895 e selezionato per la conservazione nel 2024. La durata più breve è il minimo di 10 anni; questa distinzione è condivisa da Toro scatenato, Fa' la cosa giusta, Quei bravi ragazzi, Toy Story - Il mondo dei giocattoli, Fargo, Freedom Riders, 12 anni schiavo e 20 Feet from Stardom.

## Film

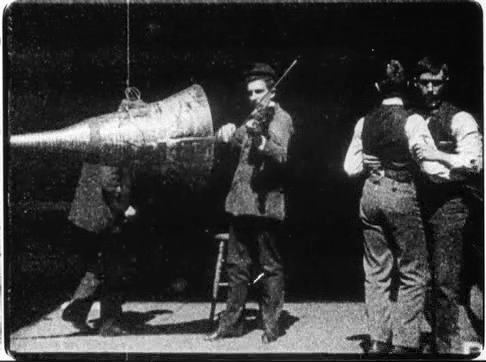
Dickson Experimental Sound Film (1895) è il primo film conosciuto con sonoro registrato dal vivo.

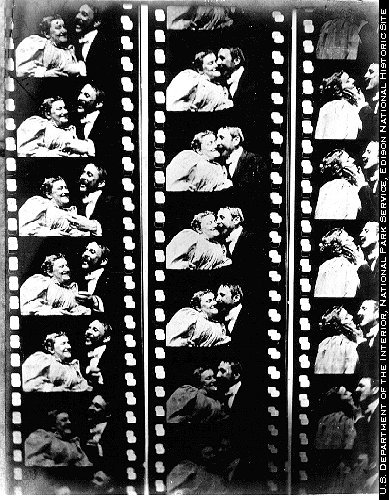
The Kiss (1896), lungo 47 secondi, fu uno dei primi film proiettati commercialmente al pubblico.

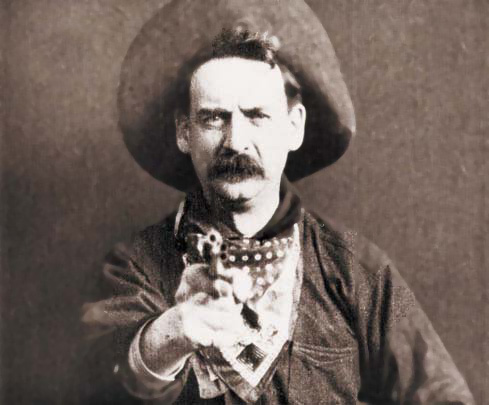
The Great Train Robbery (1903) usava una varietà di tecniche di montaggio che stavano diventando popolari al momento della sua uscita.

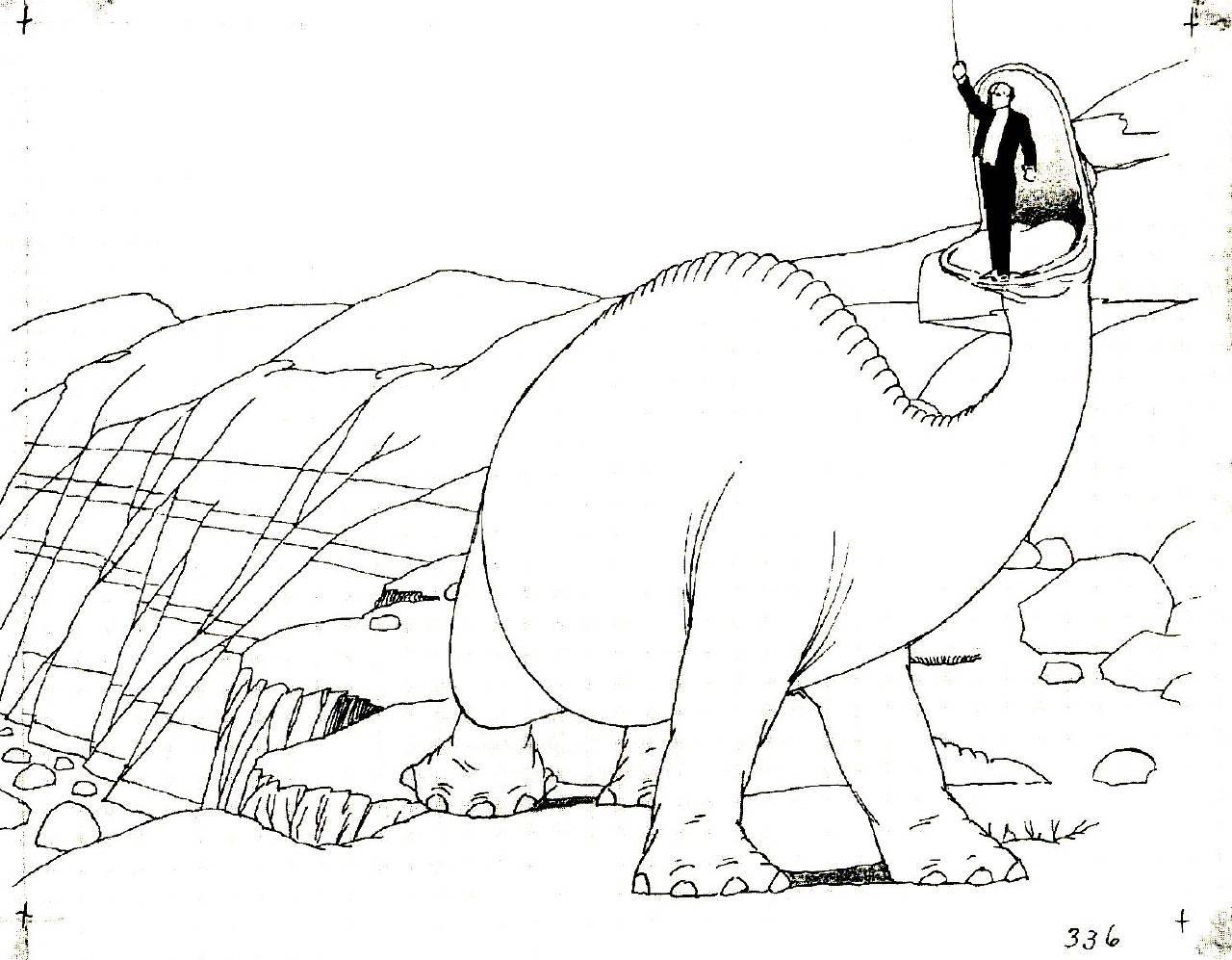
Benché non sia il primo film animato, Gertie il dinosauro divenne il primo cartone animato popolare.

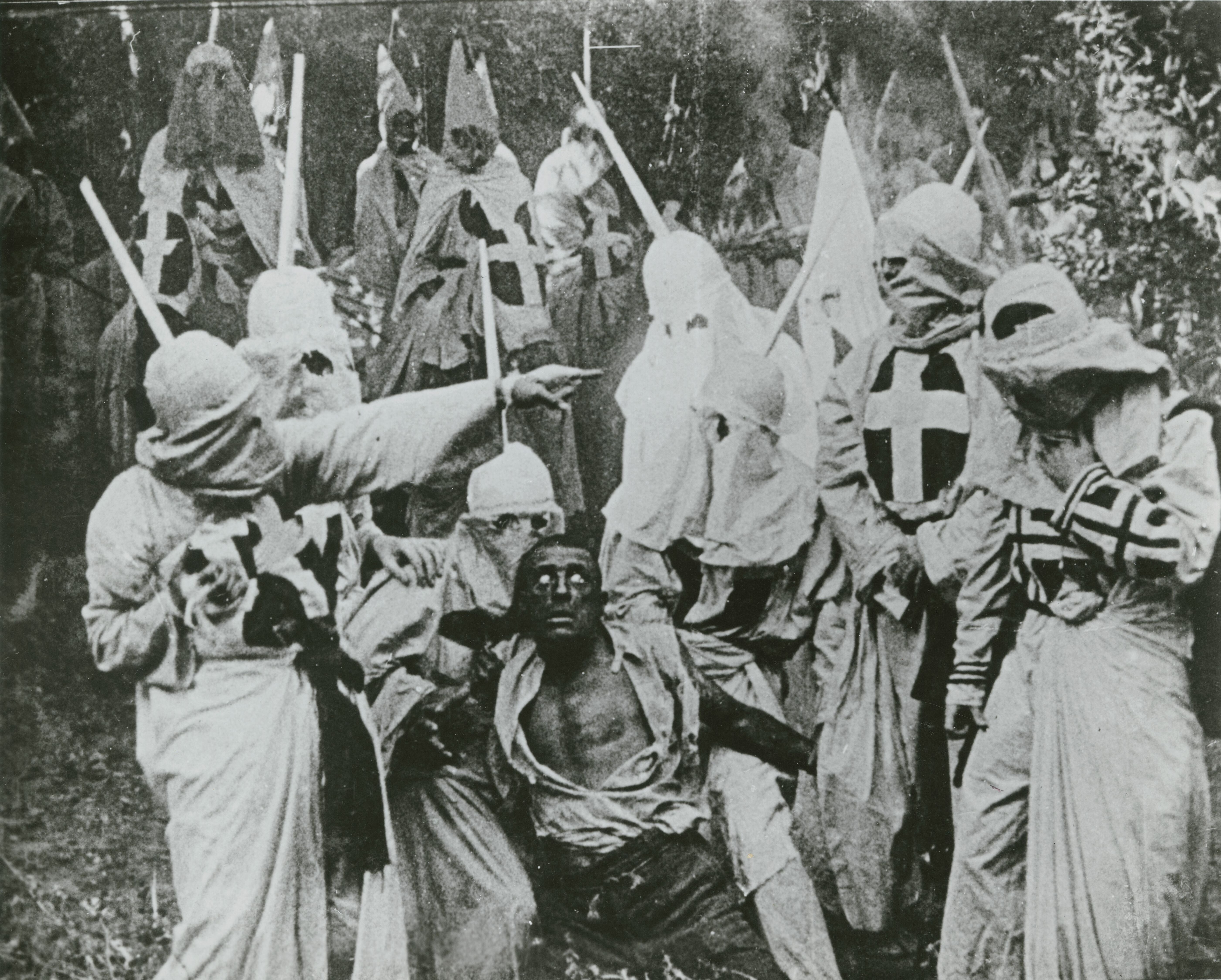
Nascita di una nazione (1915) sviluppò tecniche di ripresa ed effetti speciali innovativi e divenne il primo lungometraggio di Hollywood.

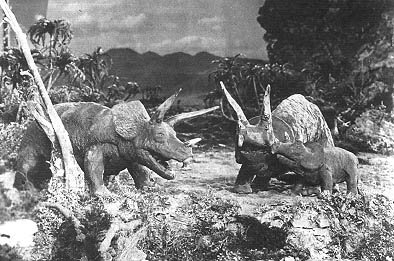
Willis O'Brien usò innovative tecniche di stop-motion per combinare dinosauri e umani ne Il mondo perduto (1925).

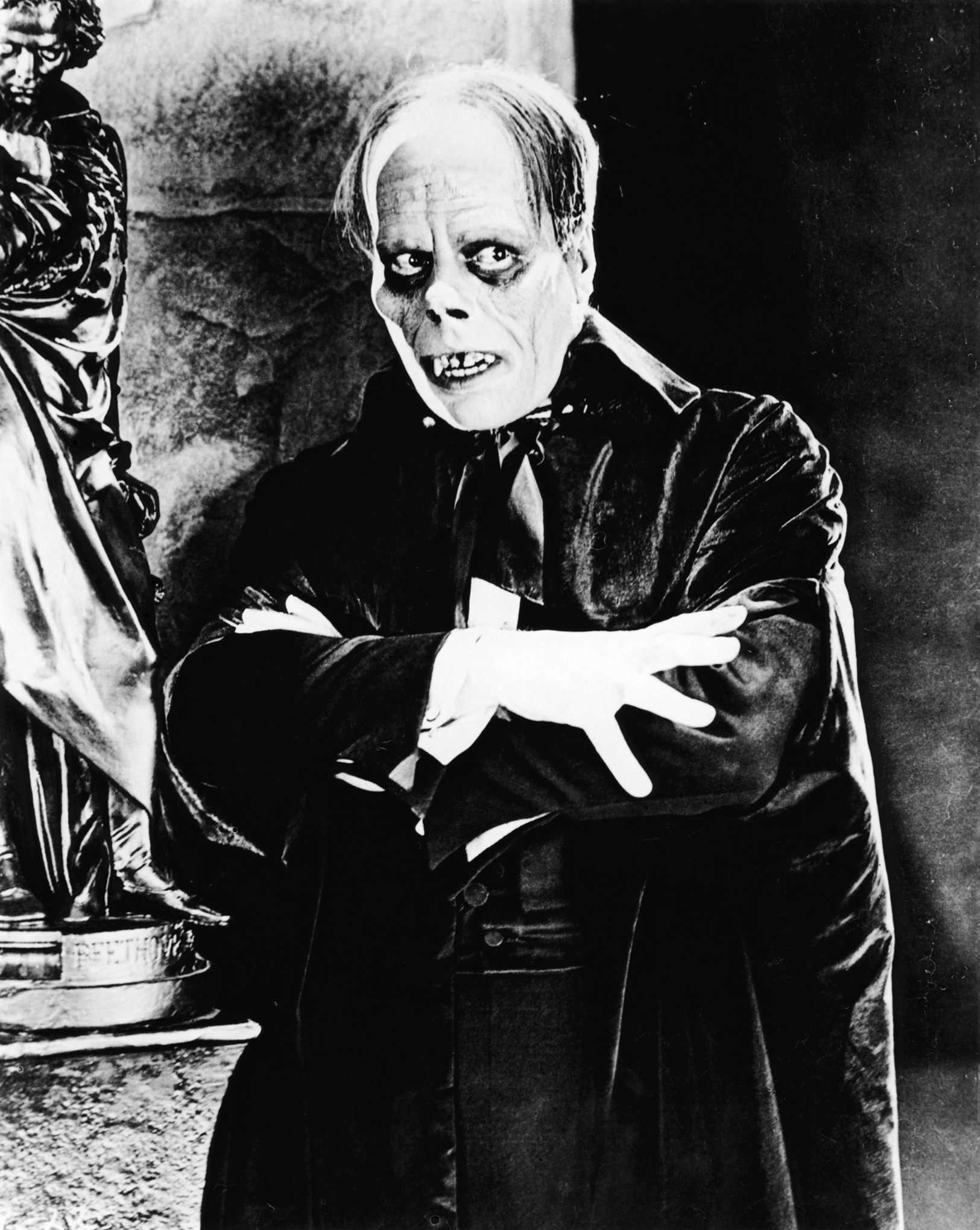
Il fantasma dell'Opera (1925) era caratterizzato da un vasto trucco per il suo protagonista.

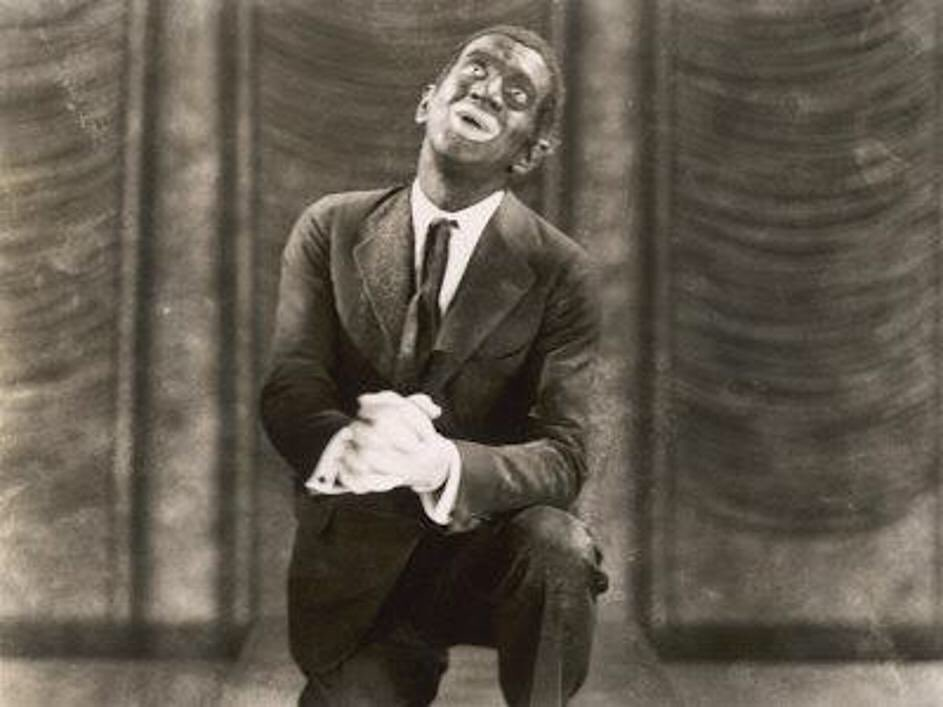
Al Jolson ne Il cantante di jazz (1927), il primo lungometraggio ad includere scene di sonoro interamente sincronizzato.

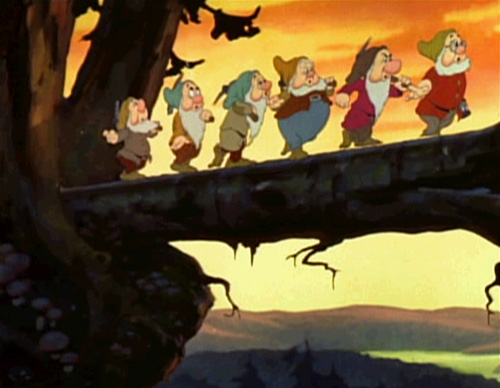
La famosa sequenza dell'"Ehi-Ho!" da Biancaneve e i sette nani (1937), il primo lungometraggio animato statunitense.

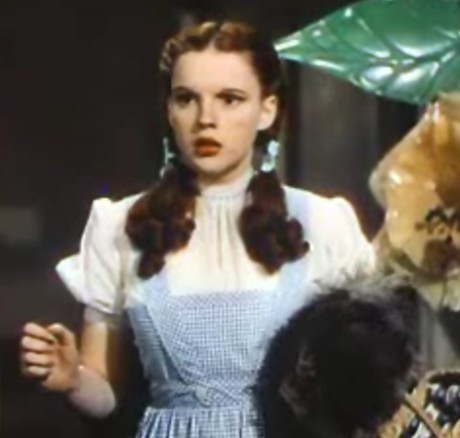
Pur non essendo il primo film a colori, Il mago di Oz (1939) sorprese il pubblico quando Judy Garland passò senza soluzione di continuità dal bianco e nero al colore.

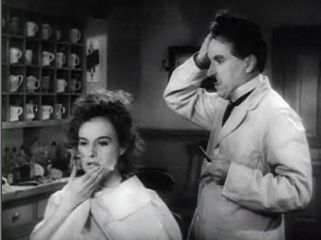
Il grande dittatore (1940) fu il primo film interamente sonoro di Charlie Chaplin dopo la sua epoca di film muti.

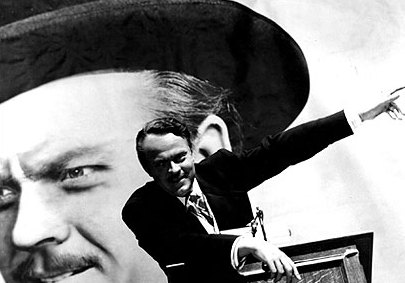
Nel 1998 l'American Film Institute nominò Quarto potere (1941) il miglior film di tutti i tempi.

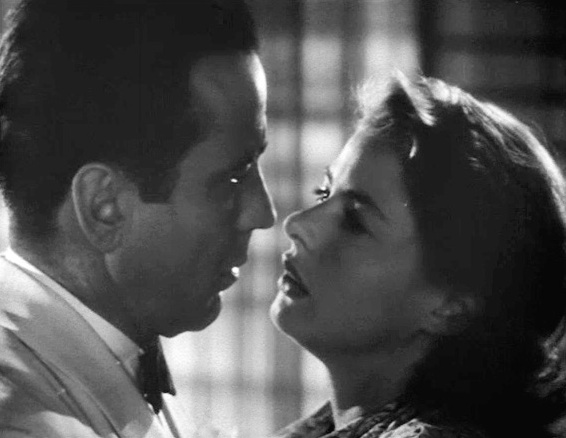
Casablanca (1942) ha sei battute nell'AFI's 100 Years... 100 Movie Quotes, più di qualsiasi altro film.

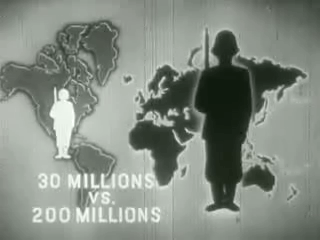
Why We Fight (1943–1945) fu una serie di film di propaganda che spiegavano ai soldati perché gli Stati Uniti erano coinvolti nella seconda guerra mondiale.

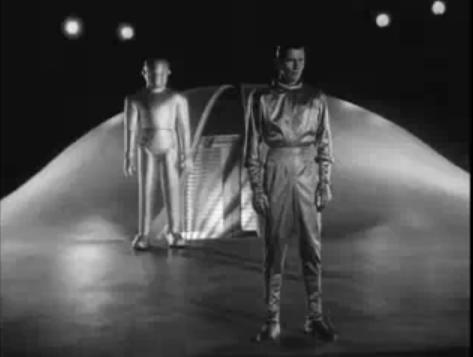
Ultimatum alla Terra (1951) è un esempio del cinema di fantascienza degli anni cinquanta.

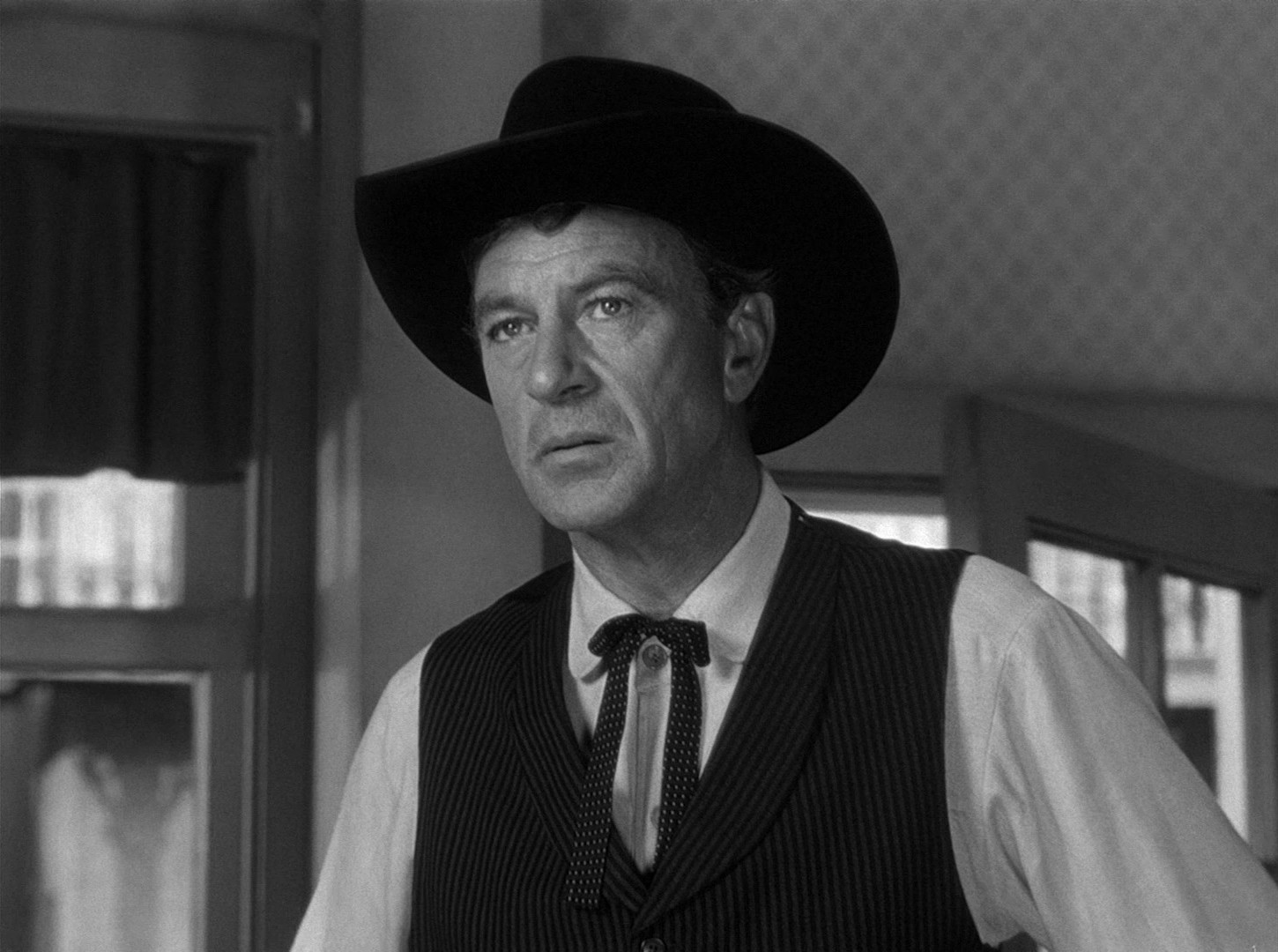
Gary Cooper nel controverso Mezzogiorno di fuoco (1952), che si diceva essere un'allegoria sul maccartismo.

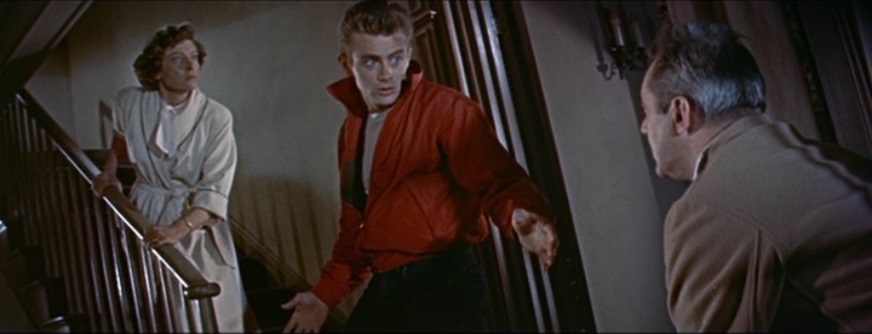
Gioventù bruciata (1955) fu distribuito nei cinema meno di un mese dopo che l'attore protagonista, James Dean, era morto in un incidente automobilistico.

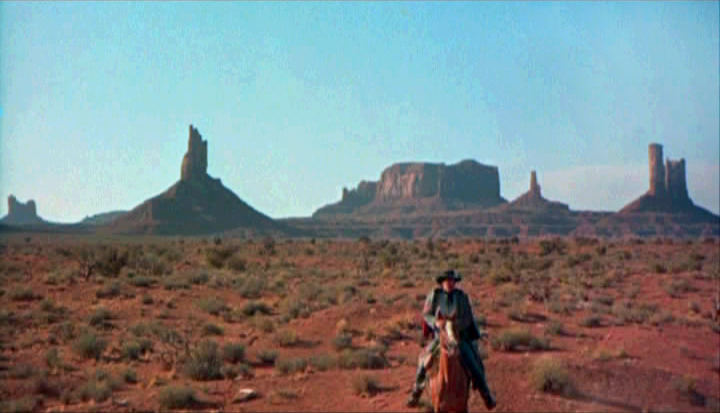
Spesso citato come uno dei migliori western, Sentieri selvaggi (1956) influenzò registi come Martin Scorsese, Steven Spielberg e David Lean.

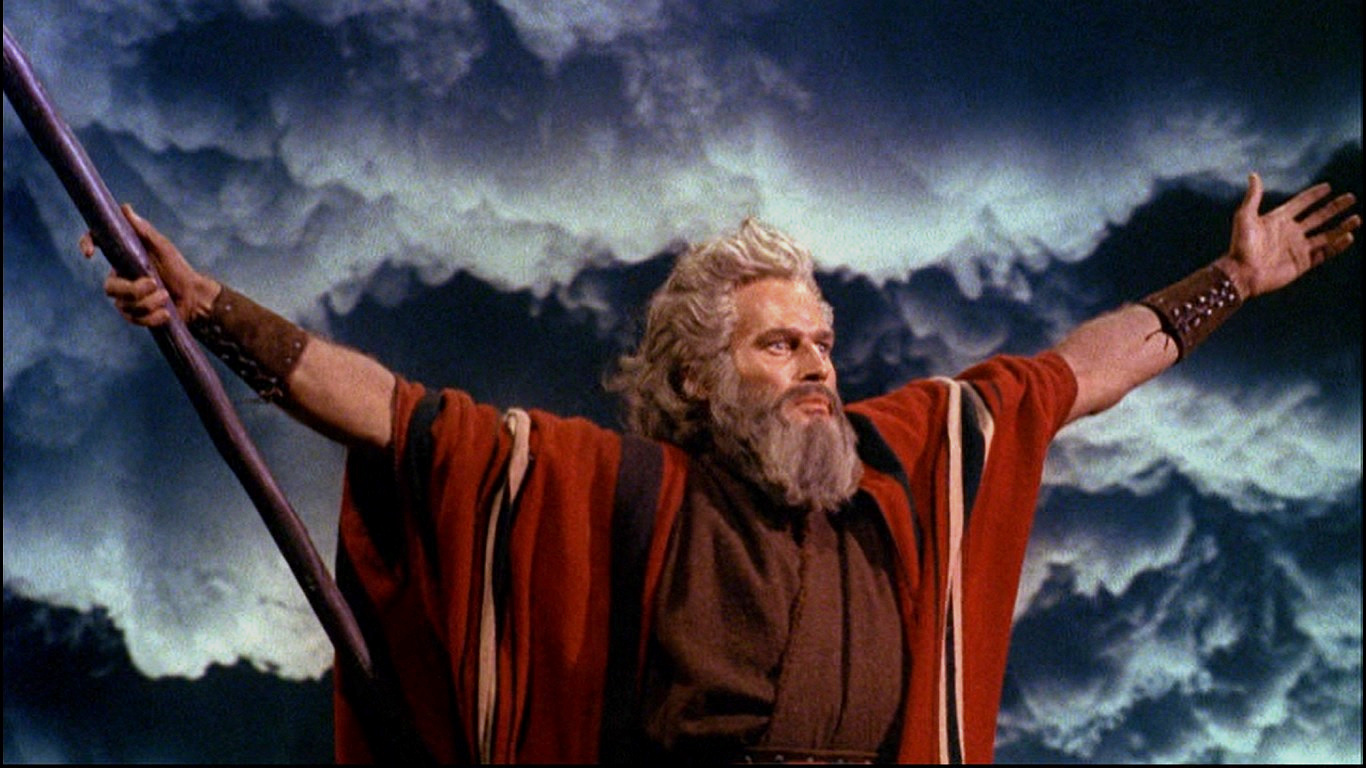
Per I dieci comandamenti (1956) furono usati vari effetti visivi per creare l'illusione di Mosè (Charlton Heston) che divide il Mar Rosso.

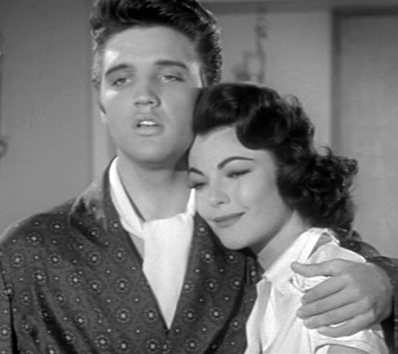
Elvis Presley si rifiutò di guardare completamente Il delinquente del rock and roll (1957) dopo che Judy Tyler era rimasta uccisa in un incidente automobilistico un paio di settimane prima dell'uscita del film.

### 1989
- Biancaneve e i sette nani (Snow White and the Seven Dwarfs), regia di David Hand (1937)
- Cantando sotto la pioggia (Singin' in the Rain), regia di Stanley Donen e Gene Kelly (1952)
- Casablanca (Casablanca), regia di Michael Curtiz (1942)
- Come vinsi la guerra (The General), regia di Buster Keaton e Clyde Bruckman (1926)
- La donna che visse due volte (Vertigo), regia di Alfred Hitchcock (1958)
- Il dottor Stranamore - Ovvero: come ho imparato a non preoccuparmi e ad amare la bomba (Dr. Strangelove or: How I Learned to Stop Worrying and Love the Bomb), regia di Stanley Kubrick (1964)
- La folla (The Crowd), regia di King Vidor (1928)
- Fronte del porto (On the Waterfront), regia di Elia Kazan (1954)
- Furore (The Grapes of Wrath), regia di John Ford (1940)
- Guerre stellari (Star Wars), regia di George Lucas (1977)
- Intolerance (Intolerance: Love's Struggle Through the Ages), regia di David Wark Griffith (1916)
- Il mago di Oz (The Wizard of Oz), regia di Victor Fleming e, non accreditati, Mervyn LeRoy, Richard Thorpe e King Vidor (1939)
- Mezzogiorno di fuoco (High Noon), regia di Fred Zinnemann (1952)
- I migliori anni della nostra vita (The Best Years of Our Lives), regia di William Wyler (1946)
- Il mistero del falco (The Maltese Falcon), regia di John Huston (1941)
- Mr. Smith va a Washington (Mr. Smith Goes to Washington), regia di Frank Capra (1939)
- Nanuk l'esquimese (Nanook of the North), regia di Robert J. Flaherty (1922)
- A qualcuno piace caldo (Some Like It Hot), regia di Billy Wilder (1959)
- Quarto potere (Citizen Kane), regia di Orson Welles (1941)
- Ragazzo la tua pelle scotta (The Learning Tree), regia di Gordon Parks (1969)
- Sentieri selvaggi (The Searchers), regia di John Ford (1956)
- Aurora (Sunrise: A Song of Two Humans), regia di Friedrich Wilhelm Murnau (1927)
- Tempi moderni (Modern Times), regia di Charlie Chaplin (1936)
- Via col vento (Gone with the Wind), regia di Victor Fleming e, non accreditati, George Cukor e Sam Wood (1939)
- Viale del tramonto (Sunset Blvd.), regia di Billy Wilder (1950)

### 1990
- All'ovest niente di nuovo (All Quiet on the Western Front), regia di Lewis Milestone (1930)
- Amami stanotte (Love Me Tonight), regia di Rouben Mamoulian (1932)
- The Great Train Robbery, regia di Edwin S. Porter (1903)
- Cappello a cilindro (Top Hat), regia di Mark Sandrich (1935)
- Com'era verde la mia valle (How Green Was My Valley), regia di John Ford (1941)
- I dimenticati (Sullivan's Travels), regia di Preston Sturges (1941)
- Eva contro Eva (All About Eve), regia di Joseph L. Mankiewicz (1950)
- Fantasia (Fantasia), regia di James Algar, Samuel Armstrong, Ford Beebe, Norman Ferguson, Jim Handley, T. Hee, Wilfred Jackson, Hamilton Luske, Bill Roberts, Paul Satterfield e, non accreditato, Ben Sharpsteen (1940)
- Il fiume rosso (Red River), regia di Howard Hawks e co-regia di Arthur Rosson (1948)
- Gioventù bruciata (Rebel Without a Cause), regia di Nicholas Ray (1955)
- La guerra lampo dei Fratelli Marx (Duck Soup), regia di Leo McCarey (1933)
- Harlan County, USA (Harlan County, U.S.A.), regia di Barbara Kopple (1976)
- Infedeltà (Dodsworth), regia di William Wyler (1936)
- Killer of Sheep, regia di Charles Burnett (1977)
- Meshes of the Afternoon, regia di Maya Deren e Alexander Hammid (1943)
- Una moglie (A Woman Under the Influence), regia di John Cassavetes (1974)
- Ninotchka, regia di Ernst Lubitsch (1939)
- Il padrino (The Godfather), regia di Francis Ford Coppola (1972)
- Le elezioni primarie del 1960 (Primary), regia di Robert Drew (1960)
- The River, regia di Pare Lorentz (1938)
- Susanna! (Bringing Up Baby), regia di Howard Hawks (1938)
- Il tesoro della Sierra Madre (The Treasure of the Sierra Madre), regia di John Huston (1948)
- Toro scatenato (Raging Bull), regia di Martin Scorsese (1980)
- La vita è meravigliosa (It's a Wonderful Life), regia di Frank Capra (1946)
- Viva lo sport (The Freshman), regia di Fred C. Newmeyer e Sam Taylor (1925)

### 1991
- 2001: Odissea nello spazio (2001: A Space Odyssey), regia di Stanley Kubrick (1968)
- Un posto al sole (A Place in the Sun), regia di George Stevens (1951)
- Chinatown, regia di Roman Polański (1974)
- Luci della città (City Lights), regia di Charlie Chaplin (1931)
- David Holzman's Diary, regia di Jim McBride (1968)
- Frankenstein, regia di James Whale (1931)
- Gertie il dinosauro (Gertie the Dinosaur), regia di Winsor McCay (1914)
- Gigi, regia di Vincente Minnelli e, non accreditato, Charles Walters (1958)
- Rapacità (Greed), regia di Erich von Stroheim (1924)
- High School, regia di Frederick Wiseman (1968)
- Io sono un evaso (I Am a Fugitive from a Chain Gang), regia di Mervyn LeRoy (1932)
- King Kong, regia di Merian C. Cooper e Ernest B. Schoedsack (1933)
- Lawrence d'Arabia (Lawrence of Arabia), regia di David Lean (1962)
- Sfida infernale (My Darling Clementine), regia di John Ford (1946)
- Le catene della colpa (Out of the Past), regia di Jacques Tourneur (1947)
- L'ombra del dubbio (Shadow of a Doubt), regia di Alfred Hitchcock (1943)
- La palla nº 13 (Sherlock Jr.), regia di Buster Keaton (1924)
- Tevye, regia di Maurice Schwartz (1939)
- The Battle of San Pietro, regia di John Huston (1945)
- The Blood of Jesus, regia di Spencer Williams (1941)
- The Italian, regia di Reginald Barker (1915)
- L'orgoglio degli Amberson (The Magnificent Ambersons), regia di Orson Welles (1942)
- Una povera bimba molto ricca (The Poor Little Rich Girl), regia di Maurice Tourneur (1917)
- Il prigioniero di Zenda (The Prisoner of Zenda), regia di John Cromwell e, non accreditato, W. S. Van Dyke (1937)
- Mancia competente (Trouble in Paradise), regia di Ernst Lubitsch (1932)

### 1992
- La costola di Adamo (Adam's Rib), regia di George Cukor (1949)
- Io e Annie (Annie Hall), regia di Woody Allen (1977)
- Affari in grande (Big Business), regia di James W. Horne e Leo McCarey (1929)
- Gangster Story (Bonnie and Clyde), regia di Arthur Penn (1967)
- Carmen Jones, regia di Otto Preminger (1954)
- Castro Street, cortometraggio, regia di Bruce Baillie (1966)
- Detour (Detour), regia di Edgar G. Ulmer (1945)
- Dog Star Man, regia di Stan Brakhage (1961-1964)
- La fiamma del peccato (Double Indemnity), regia di Billy Wilder (1944)
- Viva le donne! (Footlight Parade), regia di Lloyd Bacon (1933)
- Lettera da una sconosciuta (Letter From An Unknown Woman), regia di Max Ophüls (1948)
- Marocco (Morocco), regia di Josef von Sternberg (1930)
- Nashville (Nashville), regia di Robert Altman (1975)
- Orizzonti di gloria (Paths of Glory), regia di Stanley Kubrick (1957)
- Psyco (Psycho), regia di Alfred Hitchcock (1960)
- Sfida nell'Alta Sierra (Ride the High Country), regia di Sam Peckinpah (1962)
- Salesman, regia di Albert e David Maysles e Charlotte Zwerin (1969)
- Sfida a Silver City (Salt of the Earth), regia di Herbert Biberman (1954)
- Un comodo posto in banca (The Bank Dick), regia di Edward F. Cline (1940)
- La grande parata (The Big Parade), regia di King Vidor (1925)
- Nascita di una nazione (The Birth of a Nation), regia di David Wark Griffith (1915)
- La febbre dell'oro (The Gold Rush), regia di Charlie Chaplin (1925)
- La morte corre sul fiume (The Night of the Hunter), regia di Charles Laughton (1955)
- Cane all'opera (What's Opera, Doc?), regia di Chuck Jones (1957)
- Within Our Gates, regia di Oscar Micheaux (1920)

### 1993
- Una notte all'opera (A Night at the Opera), regia di Sam Wood (1935)
- Un americano a Parigi (An American in Paris), regia di Vincente Minnelli (1951)
- La rabbia giovane (Badlands), regia di Terrence Malick (1973)
- Blade Runner, regia di Ridley Scott (1982)
- Il bacio della pantera (Cat People), regia di Jacques Tourneur (1942)
- Chulas Fronteras, regia di Les Blank (1976)
- Eaux d'artifice, regia di Kenneth Anger (1953)
- La signora del venerdì (His Girl Friday), regia di Howard Hawks (1940)
- Accadde una notte (It Happened One Night), regia di Frank Capra (1934)
- Torna a casa, Lassie! (Lassie Come Home), regia di Fred M. Wilcox (1943)
- Magical Maestro, regia di Tex Avery (1952)
- March of Time: Inside Nazi Germany, regia di Jack Glenn (1938)
- Nothing but a Man, regia di Michael Roemer (1964)
- Qualcuno volò sul nido del cuculo (One Flew Over the Cuckoo's Nest), regia di Miloš Forman (1975)
- Point of Order!, regia di Emile de Antonio (1964)
- Ombre (Shadows), regia di John Cassavetes (1959)
- Il cavaliere della valle solitaria (Shane), regia di George Stevens (1953)
- Piombo rovente (Sweet Smell of Success), regia di Alexander Mackendrick (1957)
- Il pirata nero (The Black Pirate), regia di Albert Parker (1926)
- I prevaricatori (The Cheat) sceneggiatura di Hector Turnbull e Jeanie Macpherson (1915)
- Il padrino - Parte II (The Godfather: Part II), regia di Francis Ford Coppola (1974)
- Il vento (The Wind), regia di Victor Sjöström (1928)
- L'infernale Quinlan (Touch of Evil), regia di Orson Welles (1958)
- Dove sono i miei bambini? (Where Are My Children?), regia di Lois Weber (1916)
- Ribalta di gloria (Yankee Doodle Dandy), regia di Michael Curtiz (1942)

### 1994
- A Corner in Wheat, regia di David Wark Griffith (1909)
- A Movie, regia di Bruce Conner (1958)
- E.T. l'extra-terrestre (E.T. the Extra-Terrestrial), regia di Steven Spielberg (1982)
- Le forze del male (Force of Evil), regia di Abraham Polonsky (1948)
- Freaks, regia di Tod Browning (1932)
- Il vendicatore (Hell's Hinges), regia di Charles Swickard (1916)
- Hospital, regia di Frederick Wiseman (1970)
- L'invasione degli Ultracorpi (Invasion of the Body Snatchers), regia di Don Siegel (1956)
- La storia della Louisiana, regia di Robert J. Flaherty (1948)
- Marty, vita di un timido (Marty), regia di Delbert Mann (1955)
- Incontriamoci a Saint Louis (Meet Me in St. Louis), regia di Vincente Minnelli (1944)
- Un uomo da marciapiede (Midnight Cowboy), regia di John Schlesinger (1969)
- Pinocchio, regia di Hamilton Luske e Ben Sharpsteen (1940)
- Preferisco l'ascensore! (Safety Last), regia di Fred C. Newmeyer e Sam Taylor (1923)
- Scarface - Lo sfregiato (Scarface), regia di Howard Hawks (1932)
- Snow-White, regia di Dave Fleischer (1933)
- Tabù (Tabu: A Story of the South Seas), regia di Friedrich Wilhelm Murnau (1931)
- Taxi Driver, regia di Martin Scorsese (1976)
- La regina d'Africa (The African Queen), regia di John Huston (1951)
- L'appartamento (The Apartment), regia di Billy Wilder (1960)
- The Cool World, regia di Shirley Clarke (1963)
- I misteri di New York (The Exploits of Elaine), regia di Louis J. Gasnier e George B. Seitz (1914)
- Lady Eva (The Lady Eve), regia di Preston Sturges (1941)
- Va' e uccidi (The Manchurian Candidate), regia di John Frankenheimer (1962)
- Il film di Zapruder, ripresa amatoriale dell'omicidio di John F. Kennedy (1963)

### 1995
- Secondo amore (All That Heaven Allows), regia di Douglas Sirk (1955)
- American Graffiti, regia di George Lucas (1973)
- Blacksmith Scene (1893)
- Cabaret, regia di Bob Fosse (1972)
- Chan Is Missing, regia di Wayne Wang (1982)
- El Norte, regia di Gregory Nava (1983)
- Fatty's Tintype Tangle, regia di Roscoe Arbuckle (1915)
- Furia (Fury), regia di Fritz Lang (1936)
- Gerald McBoing-Boing, regia di Robert Cannon (1951)
- Jammin' the Blues, regia di Gjon Mili (1944)
- Manhatta, cortometraggio, regia di Charles Sheeler e Paul Strand (1921)
- Intrigo internazionale (North By Northwest), regia di Alfred Hitchcock (1959)
- Rip Van Winkle, regia di William K. L. Dickson (1896)
- Settimo cielo (Seventh Heaven), regia di Frank Borzage (1927)
- Ombre rosse (Stagecoach), regia di John Ford (1939)
- La leggenda di Robin Hood (The Adventures of Robin Hood), regia di Michael Curtiz (1938)
- Spettacolo di varietà (The Band Wagon), regia di Vincente Minnelli (1953)
- La conversazione (The Conversation), regia di Francis Ford Coppola (1974)
- Ultimatum alla Terra (The Day the Earth Stood Still), regia di Robert Wise (1951)
- I quattro cavalieri dell'Apocalisse (The Four Horsemen of the Apocalypse), regia di Rex Ingram (1921)
- Anche i dottori ce l'hanno (The Hospital), regia di Arthur Hiller (1971)
- The Last of the Mohicans, regia di Clarence Brown e Maurice Tourneur (1920)
- Scandalo a Filadelfia (The Philadelphia Story), regia di George Cukor (1940)
- To Fly!, regia di Jim Freeman e Greg Mac Gillivray (1976)
- Il buio oltre la siepe (To Kill a Mockingbird), regia di Robert Mulligan (1962)

### 1996
- Giglio infranto (Broken Blossoms), regia di David Wark Griffith (1919)
- Il cacciatore (The Deer Hunter), regia di Michael Cimino (1978)
- Partita d'azzardo (Destry Rides Again), regia di George Marshall (1939)
- Flash Gordon (serial), regia di Frederick Stephani (1936)
- Frank Film, regia di Caroline Mouris e Frank Mouris (1973)
- Il ladro di Bagdad (The Thief of Bagdad), regia di Raoul Walsh (1924)
- Il laureato (The Graduate), regia di Mike Nichols (1967)
- M*A*S*H, regia di Robert Altman (1970)
- Il romanzo di Mildred (Mildred Pierce), regia di Michael Curtiz (1945)
- Pull My Daisy, regia di Robert Frank e Alfred Leslie (1959)
- Avventura al Marocco (Road To Morocco), regia di David Butler (1942)
- Lady Lou (She Done Him Wrong), regia di Lowell Sherman (1933)
- Il corridoio della paura (Shock Corridor), regia di Samuel Fuller (1963)
- La canzone di Magnolia (Show Boat), regia di James Whale (1936)
- L'orribile verità (The Awful Truth), regia di Leo McCarey (1937)
- The Forgotten Frontier, regia di Marvin Breckinridge (1931)
- L'ereditiera (The Heiress), regia di William Wyler (1949)
- Il cantante di jazz (The Jazz Singer), regia di Alan Crosland (1927)
- The Life and Times of Rosie the Riveter, regia di Connie Field (1980)
- Il texano dagli occhi di ghiaccio (The Outlaw Josey Wales), regia di Clint Eastwood (1976)
- Per favore, non toccate le vecchiette (The Producers), regia di Mel Brooks (1968)
- Vogliamo vivere! (To Be or Not to Be), regia di Ernst Lubitsch (1942)
- Topaz, filmati amatoriali ripresi di nascosto dagli americani di origine giapponese internati durante la guerra (1943-45)
- Verbena tragica, regia di Charles Lamont (1939)
- Woodstock - Tre giorni di pace, amore e musica (Woodstock), regia di Michael Wadleigh (1970)

### 1997
- Ben-Hur, regia di Fred Niblo (1925)
- Poliziotti (Cops), regia di Buster Keaton e Eddie Cline (1922)
- Czechoslovakia 1968, regia di Robert M. Fresco e Denis Sanders (1969)
- Grass: A Nation's Battle for Life, regia di Richard Carver (1925)
- Harold e Maude (Harold and Maude), regia di Hal Ashby (1972)
- Hindenburg Disaster Newsreel Footage, riprese dal vivo del disastro del dirigibile Hindenburg (1937)
- La conquista del West (How the West Was Won), regia di John Ford, Henry Hathaway e George Marshall (1962)
- Knute Rockne All American, regia di Lloyd Bacon (1940)
- Il piccolo fuggitivo (Little Fugitive), regia di Ray Ashley, Morris Engel e Ruth Orkin (1953)
- Mean Streets - Domenica in chiesa, lunedì all'inferno, regia di Martin Scorsese (1973)
- Motion Painting No. 1, regia di Oskar Fischinger (1947)
- La finestra sul cortile (Rear Window), regia di Alfred Hitchcock (1954)
- Republic Steel Strike Riot Newsreel Footage, cinegiornale sul massacro del Memorial Day (1937)
- Return of the Secaucus 7, regia di John Sayles (1980)
- Il grande sonno (The Big Sleep), regia di Howard Hawks (1946)
- Il ponte sul fiume Kwai (The Bridge on the River Kwai), regia di David Lean (1957)
- Il grande dittatore (The Great Dictator), regia di Charlie Chaplin (1940)
- Lo spaccone (The Hustler), regia di Robert Rossen (1961)
- The Life and Death of 9413: a Hollywood Extra, regia di Robert Florey Slavko Vorkapich (1927)
- La scala musicale (The Music Box), regia di James Parrott (1932)
- Lo sperone nudo (The Naked Spur), regia di Anthony Mann (1953)
- L'uomo ombra (The Thin Man), regia di W. S. Van Dyke (1934)
- Tulips Shall Grow, regia di George Pal (1942)
- West Side Story, regia di Jerome Robbins e Robert Wise (1961)
- Ali (Wings), regia di William A. Wellman (1927)

### 1998
- Quarantaduesima strada (42nd Street), regia di Lloyd Bacon (1933)
- Dead Birds, regia di Robert Gardner (1964)
- Dont Look Back, regia di D. A. Pennebaker (1967)
- Easy Rider - Libertà e paura, regia di Dennis Hopper (1969)
- Il fantasma dell'Opera (The Phantom of the Opera), regia di Rupert Julian (1925)
- From the Manger to the Cross; or, Jesus of Nazareth, regia di Sidney Olcott (1912)
- La sanguinaria (Deadly Is the Female), regia di Joseph H. Lewis (1949)
- Little Miss Marker, regia di Alexander Hall (1934)
- Modesta, regia di Benjamin Doniger (1956)
- La moglie di Frankenstein (Bride of Frankenstein), regia di James Whale (1935)
- Pass the Gravy, regia di Fred Guiol e Leo McCarey (1928)
- Powers of Ten, regia di Charles & Ray Eames (1978)
- Sky High, regia di Lynn Reynolds (1922)
- Steamboat Willie, regia di Walt Disney (1928)
- Tacoma Narrows Bridge Collapse (1940)
- The City, regia di Ralph Steiner e Willard Van Dyke (1939)
- La belva dell'autostrada (The Hitch-Hiker), regia di Ida Lupino (1953)
- Charlot emigrante (The Immigrant), regia di Charlie Chaplin (1917)
- L'ultimo spettacolo (The Last Picture Show), regia di Peter Bogdanovich (1972)
- Il mondo perduto (The Lost World), regia di Harry Hoyt (1925)
- Alba fatale (The Ox-Bow Incident), regia di William A. Wellman (1943)
- Nemico pubblico (The Public Enemy), regia di William A. Wellman (1931)
- Tootsie, regia di Sydney Pollack (1982)
- Cielo di fuoco (Twelve O'Clock High), regia di Henry King (1949)
- Westinghouse Works, 1904 (1904)

### 1999
- Un tram che si chiama Desiderio (A Streetcar Named Desire), regia di Elia Kazan (1951)
- Civilization, regia di Reginald Barker, Thomas H. Ince e Raymond B. West (1916)
- Fa' la cosa giusta (Do the Right Thing), regia di Spike Lee (1989)
- Pennelli, rabbia e fantasia (Duck Amuck), regia di Chuck Jones (1953)
- Gunga Din, regia di George Stevens (1939)
- In the Land of the Head Hunters alias In the Land of the War Canoes, regia di Edward S.Curtis (1914)
- Jazz in un giorno d'estate (Jazz on a Summer's Day), regia di Aram Avakian e Bert Stern (1959)
- King: a Filmed Record...Montgomery To Memphis, regia di Sidney Lumet e Joseph L. Mankiewicz (1970)
- Un bacio e una pistola (Kiss Me Deadly), regia di Robert Aldrich (1955)
- Lambchops (1929)
- Vertigine (Laura), regia di Otto Preminger (1944)
- Master Hands (1936)
- L'impareggiabile Godfrey (My Man Godfrey), regia di Gregory La Cava (1936)
- La notte dei morti viventi (Night of the Living Dead), regia di George A. Romero (1968)
- I predatori dell'arca perduta (Raiders of the Lost Ark), regia di Steven Spielberg (1981)
- Vacanze romane (Roman Holiday), regia di William Wyler (1953)
- I dannati dell'oceano (The Docks of New York), regia di Josef von Sternberg (1928)
- L'imperatore Jones (The Emperor Jones), regia di Dudley Murphy (1933)
- The Kiss, regia di William Heise (1896)
- The Plow That Broke the Plains, regia di Pare Lorentz (1936)
- Scrivimi fermo posta (The Shop Around the Corner), regia di Ernst Lubitsch (1940)
- I dieci comandamenti (The Ten Commandments), regia di Cecil B. DeMille (1956)
- Il mucchio selvaggio (The Wild Bunch), regia di Sam Peckinpah (1969)
- Trance and Dance in Bali, regia di Gregory Bateson e Margaret Mead (1936-39)
- La donna del giorno (Woman of the Year), regia di George Stevens (1942)

### 2000
- È nata una stella (A Star Is Born), regia di George Cukor (1954)
- Apocalypse Now, regia di Francis Ford Coppola (1979)
- Dracula, regia di Tod Browning (1931)
- Cinque pezzi facili (Five Easy Pieces), regia di Bob Rafelson (1970)
- Quei bravi ragazzi (Goodfellas), regia di Martin Scorsese (1990)
- Koyaanisqatsi, regia di Godfrey Reggio (1983)
- The Land Beyond the Sunset, regia di Dorothy G. Shore (1912)
- Let's All Go To the Lobby (1957)
- Piccolo Cesare (Little Caesar), regia di Mervyn LeRoy (1930)
- L'amore trova Andy Hardy (Love Finds Andy Hardy), regia di George B. Seitz (1938)
- Multiple Sidosis, regia di Sid Laverents (1970)
- Quinto potere (Network), regia di Sidney Lumet (1976)
- Peter Pan, regia di Herbert Brenon (1924)
- Porky in Strambilandia, regia di Robert Clampett (1938)
- President McKinley Inauguration Footage (1901)
- Regeneration, regia di Raoul Walsh (1915)
- Salomè, regia di Charles Bryant (1923)
- Shaft il detective (Shaft), regia di Gordon Parks (1971)
- Sherman's March, regia di Ross McElwee (1986)
- The Fall of the House of Usher, regia di James Sibley Watson e Melville Webber (1928)
- Emilio Zola (The Life of Emile Zola), regia di William Dieterle (1937)
- Deserto che vive (The Living Desert), regia di James Algar (1953)
- I tre banditi (The Tall T), regia di Budd Boetticher (1957)
- Why We Fight serie di documentari, autori vari (1943-45)
- La bionda esplosiva (Will Success Spoil Rock Hunter?), regia di Frank Tashlin (1957)

### 2001
- All That Jazz - Lo spettacolo comincia (All that Jazz), regia di Bob Fosse (1979)
- Tutti gli uomini del re (All the King's Men), regia di Robert Rossen (1949)
- Il ribelle dell'Anatolia (America, America), regia di Elia Kazan (1963)
- Animal House (National Lampoon's Animal House), regia di John Landis (1978)
- Il cervello di Frankenstein (Abbott and Costello Meet Frankenstein), regia di Charles Barton (1948)
- Cologne: From the Diary of Ray and Esther documentario (1939)
- Colpo vincente (Hoosiers), regia di David Anspaugh (1986)
- Evidence of the Film, regia di Lawrence Marston e Edwin Thanhouser (1913)
- Cosetta (It), regia di Clarence G. Badger (1927)
- Jam Session, regia di Josef Berne (1942)
- Manhattan, regia di Woody Allen (1979)
- Marian Anderson: the Lincoln Memorial Concert (1939)
- Memphis Belle (Memphis Belle: a story of a flyng fortress), regia di William Wyler (1944)
- Miss Lulu Bett, regia di William C. deMille (1922)
- Il pianeta delle scimmie (Planet of the Apes), regia di Franklin Schaffner (1968)
- Rose Hobart, regia di Joseph Cornell (1936)
- Serene Velocity, regia di Ernie Gehr (1970)
- Lo squalo (Jaws), regia di Steven Spielberg (1975)
- Stormy Weather, regia di Andrew L. Stone (1943)
- The House in the Middle documentario (1954)
- Il miracolo del villaggio (The Miracle of Morgan's Creek), regia di Preston Sturges (1944)
- Tutti insieme appassionatamente (The Sound of Music), regia di Robert Wise (1965)
- The Tell-Tale Heart, regia di Ted Parmelee (1953)
- La sottile linea blu (The Thin Blue Line), regia di Errol Morris (1988)
- La cosa da un altro mondo (The Thing From Another World), regia di Christian Nyby e Howard Hawks (1951)

### 2002
- Alien regia di Ridley Scott (1979)
- All My Babies, regia di George C. Stoney (1953)
- La bella e la bestia (Beauty and the Beast), regia di Gary Trousdale e Kirk Wise (1991)
- Boyz n the Hood - Strade violente (Boyz n the Hood), regia di John Singleton (1991)
- Da qui all'eternità (From Here to Eternity), regia di Fred Zinnemann (1953)
- From Stump to Ship, regia di Alfred Ames e Howard Kahn (1930)
- Fuji, regia di Robert Breer (1974)
- La calda notte dell'ispettore Tibbs (In the Heat of the Night), regia di Norman Jewison (1967)
- Il ventaglio di Lady Windermere (Lady Windermere's Fan), regia di Ernst Lubitsch (1925)
- Melody Ranch, regia di Joseph Santley (1940)
- Punch Drunks, regia di Lou Breslow (1934)
- Sabrina, regia di Billy Wilder (1954)
- Star Theatre, riprese dal vivo documentario (1901)
- Stranger Than Paradise - Più strano del Paradiso, regia di Jim Jarmusch (1984)
- Il bruto e la bella (The Bad and the Beautiful), regia di Vincente Minnelli (1952)
- Black Stallion (The Black Stallion), regia di Carroll Ballard (1979)
- Estate senza fine (The Endless Summer), regia di Bruce Brown (1966)
- La perla, regia di Emilio Fernández (1948)
- Theodore Case Sound Test: Gus Visser and his Singing Duck (1925)
- This is Cinerama, regia di Merian C. Cooper e Gunther Von Fritsch (1952)
- This Is Spinal Tap, regia di Rob Reiner (1984)
- Through Navajo Eyes serie di documentari tv, autori vari (1966)
- Why Man Creates, regia di Elaine Bass e Saul Bass (1968)
- Wild and Woolly, regia di John Emerson (1917)
- Fango sulle stelle (Wild River), regia di Elia Kazan (1960)

### 2003
- Antonia: A Portrait of the Woman, regia di Jill Godmilow (1974)
- Atlantic City, U.S.A. (Atlantic City), regia di Louis Malle (1980)
- Butch Cassidy (Butch Cassidy and the Sundance Kid), regia di George Roy Hill (1969)
- Dickson Experimental Sound Film (1895)
- Film Portrait, regia di Jerome Hill (1970)
- Fox Movietone News: Jenkins Orphanage Band (1928)
- La danza delle luci (Gold Diggers of 1933), regia di Mervyn LeRoy (1933)
- Matrimony's Speed Limit (1913)
- America, America, dove vai?, regia di Haskell Wexler (1969)
- Gran Premio (National Velvet), regia di Clarence Brown (1944)
- Terra senza donne (Naughty Marietta), regia di Robert Z. Leonard e W. S. Van Dyke (1935)
- Hapax Legomena I: Nostalgia, regia di Hollis Frampton (1971)
- Solo per te io canto, regia di Chuck Jones (1955)
- Patton, generale d'acciaio (Patton), regia di Franklin Schaffner (1970)
- Principessa Nicotina, regia di J. Stuart Blackton (1909)
- Maschere di celluloide (Show People), regia di King Vidor (1928)
- Tarzan e la compagna (Tarzan and His Mate), regia di Cedric Gibbons (1934)
- The Chechahcos, regia di Lewis H. Moomaw (1924)
- The Hunters documentario sui Boscimani del Kalahari, regia di Robert Gardner e John Marshall (1957)
- Il figlio dello sceicco (The Son of the Sheik), regia di George Fitzmaurice (1926)
- Sinfonia nuziale (The Wedding March), regia di Erich von Stroheim (1928)
- Tin Toy, regia di John Lasseter (1988)
- La furia umana (White Heat), regia di Raoul Walsh (1949)
- Frankenstein Junior (Young Frankenstein), regia di Mel Brooks (1974)
- Alba di gloria (Young Mr. Lincoln), regia di John Ford (1939)

### 2004
- Ben-Hur, regia di William Wyler (1959)
- The Blue Bird, regia di Maurice Tourneur (1918)
- A Bronx Morning, regia di Jay Leyda (1931)
- I lupi della Sierra (Clash of the Wolves), regia di Noel M. Smith (1925)
- Il giullare del re (The Court Jester), regia di Melvin Frank e Norman Panama (1956)
- Due ore ancora (D.O.A.), regia di Rudolph Maté (1950)
- Daughters of the Dust, regia di Julie Dash (1991)
- Duck and Cover, regia di Anthony Rizzo (1951)
- Empire, regia di Andy Warhol (1964)
- I 3 dell'Operazione Drago (Enter the Dragon), regia di Robert Clouse (1973)
- Eraserhead - La mente che cancella (Eraserhead), regia di David Lynch (1978)
- Garlic Is As Good As Ten Mothers, regia di Les Blank (1980)
- La mia via (Going My Way), regia di Leo McCarey (1944)
- Il delinquente del rock and roll (Jailhouse Rock), regia di Richard Thorpe (1957)
- Kannapolis, NC, regia di H. Lee Waters (1941)
- Lady Helen's Escapade, regia di David Wark Griffith (1909)
- Le folli notti del dottor Jerryll (The Nutty Professor), regia di Jerry Lewis (1963)
- OffOn, regia di Scott Bartlett (1968)
- Popeye the Sailor Meets Sinbad the Sailor, regia di Dave Fleischer (1936)
- Pups is Pups, regia di Robert F. McGowan (1930)
- Schindler's List - La lista di Schindler, regia di Steven Spielberg (1993)
- Sette spose per sette fratelli (Seven Brides for Seven Brothers), regia di Stanley Donen (1954)
- Follie d'inverno (Swing Time), regia di George Stevens (1936)
- There It Is, regia di Harold L. Muller e, non accreditato, Charles R. Bowers (1928)
- Gli spietati (Unforgiven), regia di Clint Eastwood (1992)

### 2005
- Baby Face, regia di Alfred E. Green (1933)
- The Buffalo Creek Flood: An Act of Man, regia di Mimi Pickering (1975)
- Il cameraman (The cameraman), regia di Edward Sedgwick (1928)
- Commandment Keeper Church, Beaufort, South Carolina, May 1940 documentario (1940)
- Nick mano fredda (Cool Hand Luke), regia di Stuart Rosemberg (1967)
- Fuori di testa (Fast Times at Ridgemont High), regia di Amy Heckerling (1982)
- Il braccio violento della legge (The French Connection), regia di William Friedkin (1971)
- Il gigante (Giant), regia di George Stevens (1956)
- H2O, regia di Ralph Steiner (1929)
- Hands Up!, regia di Clarence G. Badger (1926)
- Hoop Dreams, regia di Steve James (1994)
- I vivi e i morti (House of Usher), regia di Roger Corman (1960)
- Lo specchio della vita (Imitation of Life), regia di John M. Stahl (1934)
- Jeffries-Johnson World's Championship Boxing Contest - documentario (1910)
- Making of an American , regia di Guy Hedlund (1920)
- Il miracolo della 34ª strada (Miracle on 34th Street), regia di George Seaton (1947)
- Mom and Dad, regia di William Beaudine (1945)
- Capobanda (The Music Man), regia di Morton DaCosta (1962)
- Il potere della stampa (The Power of the Press), regia di Frank Capra (1928)
- Un grappolo di sole (A Raisin in the Sun), regia di Daniel Petrie (1961)
- The Rocky Horror Picture Show, regia di Jim Sharman (1975)
- San Francisco earthquake and fire, filmato originale del terremoto di San Francisco del 18 aprile 1906 (1906)
- La stangata (The Sting), regia di George Roy Hill (1973)
- A Time for Burning, regia di Barbara Connell e William C. Jersey (1966)
- Toy Story - Il mondo dei giocattoli (Toy Story), regia di John Lasseter (1995)

### 2006
- Applause, regia di Rouben Mamoulian (1929)
- Il grande sentiero (The Big Trail), regia di Louis R. Loeffler e Raoul Walsh (1930)
- Mezzogiorno e mezzo di fuoco (Blazing Saddles), regia di Mel Brooks (1974)
- The Curse of Quon Gwon (1916-17)
- La figlia di Shanghai (Daughter of Shanghai), regia di Robert Florey (1937)
- Drums of Winter, documentario, regia di Sarah Elder e Leonard Kamerling (1989)
- Early Abstractions, film nº 1-5, 7, 10, regia di Harry Smith (1939-56)
- Fargo, regia di Joel ed Ethan Coen (1996)
- La carne e il diavolo (Flesh and the Devil) di Clarence Brown (1926)
- Ricomincio da capo (Groundhog Day), regia di Harold Ramis (1993)
- Halloween - La notte delle streghe (Halloween), regia di John Carpenter (1978)
- In the street, regia di Helen Levitt, James Agee e Janice Loeb (1948)
- Crepuscolo di gloria (The Last Command), regia di Josef von Sternberg (1928)
- Notorious - L'amante perduta (Notorious), regia di Alfred Hitchcock (1946)
- Lo schiaffo (Red Dust), regia di Victor Fleming (1932)
- Reminiscences of a Journey to Lithuania, regia di Jonas Mekas (1971-72)
- Rocky, regia di John G. Avildsen (1976)
- Sesso, bugie e videotape (Sex, Lies, and Videotape), regia di Steven Soderbergh (1989)
- Siege, regia di Julien Bryan (1940)
- St. Louis Blues (1929)
- The T.A.M.I. Show (1964)
- Tess of the Storm Country, regia di Edwin S. Porter (1914)
- Think of Me First as a Person (1960-75)
- A Time Out of War (1954)
- Traffic in Souls regia di George Loane Tucker (1913)

### 2007
- Ritorno al futuro (Back to the Future), regia di Robert Zemeckis (1985)
- Bullitt (Bullitt), regia di Peter Yates (1968)
- Incontri ravvicinati del terzo tipo (Close Encounters of the Third Kind), regia di Steven Spielberg (1977)
- Balla, ragazza, balla (Dance, Girl, Dance), regia di Dorothy Arzner e, non accreditato, Roy Del Ruth (1940)
- Balla coi lupi (Dances With Wolves), regia di Kevin Costner (1990)
- I giorni del cielo (Days of Heaven), regia di Terrence Malick (1978)
- Glimpse of the Garden, regia di Marie Menken (1957)
- Grand Hotel (Grand Hotel), regia di Edmund Goulding (1932)
- The House I Live In, regia di Mervyn LeRoy (1945)
- Il diritto di uccidere (In a Lonely Place), regia di Nicholas Ray (1950)
- L'uomo che uccise Liberty Valance (The Man Who Shot Liberty Valance), regia di John Ford (1962)
- Mighty Like a Moose, regia di Leo McCarey (1926)
- La città nuda (The Naked City), regia di Jules Dassin (1948)
- Perdutamente tua (Now, Voyager), regia di Irving Rapper (1942)
- Oklahoma! (Oklahoma!), regia di Fred Zinnemann (1955)
- Our Day, regia di Wallace Kelly (1938)
- Peege, regia di Randal Kleiser (1972)
- The Sex Life of the Polyp, regia di Thomas Chalmers (1928)
- La grande sparata (The Strong Man), regia di Frank Capra (1926)
- I tre porcellini (Three Little Pigs), regia di Burt Gillett (1933)
- Tol'able David, regia di Henry King (1921)
- Tom, Tom the Piper's Son, regia di Ken Jacobs (1969-71)
- La parola ai giurati (12 Angry Men), regia di Sidney Lumet (1957)
- Donne (The Women), regia di George Cukor (1939)
- La voce nella tempesta (Wuthering Heights), regia di William Wyler (1939)

### 2008
- Giungla d'asfalto (The Asphalt Jungle), regia di John Huston (1950)
- Un tranquillo weekend di paura (Deliverance), regia di John Boorman (1972)
- Disneyland Dream (1956) (home movie)
- Un volto nella folla (A Face in the Crowd), regia di Elia Kazan (1957)
- Fior di loto (Flower Drum Song), regia di Henry Koster (1961)
- Femmine folli (Foolish Wives), regia di Erich von Stroheim (1922)
- Free Radicals (1979) (cortometraggio)
- Alleluja! (Hallelujah), regia di King Vidor (1929)
- A sangue freddo (In Cold Blood), regia di Richard Brooks (1967)
- L'uomo invisibile (The Invisible Man), regia di James Whale (1933)
- Johnny Guitar, regia di Nicholas Ray (1954)
- I gangsters (The Killers), regia di Robert Siodmak (1946)
- The March, regia di James Blue (1964)
- No Lies, regia di Mitchell Block (1973) (cortometraggio studentesco)
- On the Bowery, regia di Lionel Rogosin (1957)
- Una settimana (One Week), regia di Edward F. Cline e Buster Keaton (1920)
- L'uomo del banco dei pegni (The Pawnbroker), regia di Sidney Lumet (1965)
- Le avventure di Paolina, regia di Louis J. Gasnier e Donald MacKenzie (1914)
- Il sergente York (Sergeant York), regia di Howard Hawks (1941)
- Il 7º viaggio di Sinbad (The 7th Voyage of Sinbad), regia di Nathan H. Juran (1958)
- So's Your Old Man, regia di Gregory La Cava (1926)
- George Stevens WW2 Footage (1943-46)
- Terminator (The Terminator), regia di James Cameron (1984)
- Water and Power, regia di Pat O'Neill (1989)
- White Fawn's Devotion (1910)

### 2009
- Quel pomeriggio di un giorno da cani (Dog Day Afternoon), regia di Sidney Lumet (1975)
- The Exiles, regia di Kent MacKenzie (1961)
- Heroes All (1920)
- Hot Dogs for Gauguin, regia di Martin Brest (1972)
- Radiazioni BX: distruzione uomo (The Incredible Shrinking Man), regia di Jack Arnold (1957)
- Figlia del vento (Jezebel), regia di William Wyler (1938)
- The Jungle, cortometraggio, (1967)
- The Lead Shoes, regia di Sidney Peterson (1949)
- Winsor McCay, the Famous Cartoonist of the N.Y. Herald and His Moving Comics, regia di Winsor McCay e J. Stuart Blackton (1911)
- Mabel's Blunder, regia di Mabel Normand (1914)
- Il segno di Zorro (The Mark of Zorro), regia di Rouben Mamoulian (1940)
- La signora Miniver (Mrs. Miniver), regia di William Wyler (1942)
- Ecco il film dei Muppet (The Muppet Movie), regia di James Frawley (1979)
- C'era una volta il West, regia di Sergio Leone (1968)
- Il letto racconta... (Pillow Talk), regia di Michael Gordon (1959)
- Precious Images, regia di Chuck Workman (1986)
- Quasi at the Quackadero, regia di Sally Cruikshank (1975)
- The Red Book, regia di Janie Geiser (1994)
- The Revenge of Pancho Villa (1930-36)
- Scratch and Crow, regia di Helen Hill (1995)
- Stark Love, regia di Karl Brown (1927)
- The Story of G.I. Joe, regia di William A. Wellman (1945)
- A Study in Reds (1932)
- Thriller, regia di John Landis (1983)
- Under Western Stars, regia di Joseph Kane (1938)

### 2010
- L'aereo più pazzo del mondo (Airplane!), regia di Jim Abrahams, David Zucker e Jerry Zucker (1980)
- Tutti gli uomini del presidente (All the President's Men), regia di Alan J. Pakula (1976)
- The Bargain, regia di Reginald Barker (1914)
- Cry of Jazz, regia di Edward Bland (1959)
- Electronic Labyrinth: THX 1138 4EB, regia di George Lucas (1967)
- L'impero colpisce ancora (The Empire Strikes Back), regia di Irvin Kershner (1980)
- L'esorcista (The Exorcist), regia di William Friedkin (1973)
- The Front Page, regia di Lewis Milestone (1931)
- Grey Gardens, regia di Ellen Hovde, Albert e David Maysles e Muffie Meyer (1975)
- I Am Joaquin, regia di Luis Valdez (1969)
- Che bel regalo (It's a Gift), regia di Norman Z. McLeod (1934)
- Let There Be Light, regia di John Huston (1946)
- Primo amore (Lonesome), regia di Pál Fejös (1928)
- Cupo tramonto (Make Way for Tomorrow), regia di Leo McCarey (1937)
- Malcolm X, regia di Spike Lee (1992)
- I compari (McCabe & Mrs. Miller), regia di Robert Altman (1971)
- Newark Athlete, cortometraggio, regia di Wlliam K.L. Dickson (1891)
- Our Lady of the Sphere, regia di Lawrence Jordan (1969)
- La Pantera Rosa (The Pink Panther), regia di Blake Edwards (1963)
- Preservation of the Sign Language, regia di George Veditz (1913)
- La febbre del sabato sera (Saturday Night Fever), regia di John Badham (1977)
- Study of a River, regia di Peter B. Hutton (1996)
- Tarantella, regia di Mary Ellen Bute (1940)
- Un albero cresce a Brooklyn (A Tree Grows in Brooklyn), regia di Elia Kazan (1945)
- A Trip Down Market Street (1906)

### 2011
- Allures, regia di Jordan Belson (1961)
- Bambi, regia di David Hand (1942)
- Il grande caldo (The Big Heat), regia di Fritz Lang (1953)
- A Computer Animated Hand (1972)
- Crisis: Behind a Presidential Commitment (1963)
- The Cry of the Children, cortometraggio, regia di George Nichols (1912)
- A Cure for Pokeritis, regia di Laurence Trimble (1912)
- El mariachi (El Mariachi), regia di Robert Rodriguez (1992)
- Volti (Faces), regia di John Cassavetes (1968)
- Fake Fruit Factory, regia di Chick Strand (1986)
- Forrest Gump, regia di Robert Zemeckis (1994)
- Growing Up Female, regia di Julia Reichert e Jim Klein (1971)
- Hester Street, regia di Joan Micklin Silver (1975)
- I, An Actress, regia di George Kuchar (1977)
- Il cavallo d'acciaio (The Iron Horse), regia di John Ford (1924)
- Il monello (The Kid), regia di Charlie Chaplin (1921)
- Giorni perduti (The Lost Weekend), regia di Billy Wilder (1945)
- The Negro Soldier, regia di Stuart Heisler (1944)
- Nicholas Brothers Family Home Movies (1930s-40s)
- Norma Rae, regia di Martin Ritt (1979)
- Porgy and Bess, regia di Otto Preminger (1959)
- Il silenzio degli innocenti (The Silence of the Lambs), regia di Jonathan Demme (1991)
- La forza della volontà (Stand and Deliver), regia di Ramón Menéndez (1988)
- Ventesimo secolo (Twentieth Century), regia di Howard Hawks (1934)
- La guerra dei mondi (The War of the Worlds), regia di Byron Haskin (1953)

### 2012
- Quel treno per Yuma (3:10 to Yuma), regia di Delmer Daves (1957)
- Anatomia di un omicidio (Anatomy of a Murder), regia di Otto Preminger (1959)
- The Augustas (Anni 1930-1950)
- Nata ieri (Born Yesterday), regia di George Cukor (1950)
- Colazione da Tiffany (Breakfast at Tiffany's), regia di Blake Edwards (1961)
- A Christmas Story - Una storia di Natale (A Christmas Story), regia di Bob Clark (1983)
- The Corbett-Fitzsimmons Title Fight (1897)
- Ispettore Callaghan: il caso Scorpio è tuo! (Dirty Harry), regia di Don Siegel (1971)
- Hours for Jerome: Parts 1 and 2 (1980-82)
- The Kidnappers Foil (Anni 1930-1950)
- Kodachrome Color Motion Picture Tests (1922)
- Ragazze vincenti (A League of Their Own), regia di Penny Marshall (1992)
- Matrix (The Matrix), regia di Lana e Lilly Wachowski (1999)
- The Middleton Family at the New York World's Fair, regia di Robert R. Snody (1939)
- One Survivor Remembers, regia di Kary Antholis (1995)
- Parable, regia di Rolf Forsberg (1964)
- Samsara: Death and Rebirth in Cambodia, regia di Ellen Bruno (1990)
- Slacker, regia di Richard Linklater (1991)
- I figli del deserto (Sons of the Desert), regia di William A. Seiter (1933)
- Freeman - L'agente di Harlem (The Spook Who Sat by the Door), regia di Ivan Dixon (1973)
- They Call It Pro Football, regia di Steve Sabol (1967)
- The Times of Harvey Milk, regia di Rob Epstein (1984)
- Strada a doppia corsia (Two-Lane Blacktop), regia di Monte Hellman (1971)
- Uncle Tom's Cabin, regia di William Robert Daly (1914)
- The Wishing Ring; An Idyll of Old England, regia di Maurice Tourneur (1914)

### 2013
- Bless Their Little Hearts, regia di Billy Woodberry (1984)
- Brandy in the Wilderness, regia di Stanton Kaye (1969)
- Cicero March (1966)
- Daughter of Dawn, regia di Norbert A. Myles (1920)
- Decasia, regia di Bill Morrison (2002)
- Ella Cinders, regia di Alfred E. Green (1926)
- Il pianeta proibito (Forbidden Planet), regia di Fred M. Wilcox (1956)
- Gilda, regia di Charles Vidor (1946)
- The Hole, regia di John Hubley (1962)
- Vincitori e vinti (Judgment at Nuremberg), regia di Stanley Kramer (1961)
- Il re del jazz (King of Jazz), regia di John Murray Anderson (1930)
- The Lunch Date, regia di Adam Davidson (1989)
- I magnifici sette (The Magnificent Seven), regia di John Sturges (1960)
- Primi film di danza di Martha Graham (Heretic, 1931; Frontier, 1936; Lamentation, 1943; Appalachian Spring, 1944)
- Mary Poppins, regia di Robert Stevenson (1964)
- Men & Dust, regia di Lee Dick (1940)
- La signora di mezzanotte (Midnight), regia di Mitchell Leisen (1939)
- Notes on the Port of St. Francis, regia di Frank Stauffacher (1951)
- Pulp Fiction, regia di Quentin Tarantino (1994)
- Un uomo tranquillo (The Quiet Man), regia di John Ford (1952)
- Uomini veri (The Right Stuff), regia di Philip Kaufman (1983)
- Roger & Me, regia di Michael Moore (1989)
- A Virtuous Vamp, regia di David Kirkland (1919)
- Chi ha paura di Virginia Woolf? (Who's Afraid of Virginia Woolf), regia di Mike Nichols (1966)
- Selvaggi ragazzi di strada, regia di William A. Wellman (1933)

### 2014
- Lime Kiln Field Day, regia di Bert Williams (1913)
- Il grande Lebowski, regia di Joel ed Ethan Coen (1998)
- Notti argentine (Down Argentine Way), regia di Irving Cummings (1940)
- Il pittore dei draghi (The Dragon Painter), regia di William Worthington (1919)
- Felicia, cortometraggio, (1965)
- Una pazza giornata di vacanza (Ferris Bueller's Day Off), regia di John Hughes (1986)
- Banana split (The Gang's All Here), regia di Busby Berkeley (1943)
- La maschera di cera (House of Wax), regia di André De Toth (1953)
- La fuga degli angeli - Storie del Kindertransport (Into the Arms of Strangers: Stories of the Kindertransport), regia di Mark Jonathan Harris (2000)
- Il piccolo grande uomo (Little Big Man), regia di Arthur Penn (1970)
- Luxo Junior (Luxo Jr.), regia di John Lasseter (1986)
- Moon Breath Beat, regia di Lisze Bechtold (1980)
- Please Don’t Bury Me Alive!, regia di Efrain Gutierrez (1976)
- Potenza e gloria (The Power and the Glory), regia di William K. Howard (1933)
- Un dollaro d'onore (Rio Bravo), regia di Howard Hawks (1959)
- Rosemary's Baby - Nastro rosso a New York (Rosemary's Baby), regia di Roman Polański (1968)
- Il maggiordomo (Ruggles of Red Gap), regia di Leo McCarey (1935)
- Salvate il soldato Ryan (Saving Private Ryan), regia di Steven Spielberg (1998)
- Shoes, regia di Lois Weber (1916)
- Montagne russe (State Fair), regia di Henry King (1933)
- 13 Lakes, regia di James Benning (2004)
- The Black Masks, regia di Grace Cunard e Francis Ford (1917)
- V-E +1, regia di Samuel Fuller (1945)
- The Way of Peace, regia di Frank Tashlin (1947)
- Willy Wonka e la fabbrica di cioccolato (Willy Wonka & the Chocolate Factory), regia di Mel Stuart (1971)

### 2015
- Oltre il giardino (Being There), regia di Hal Ashby (1979)
- Black and Tan, regia di Dudley Murphy (1929)
- Drácula, regia di George Melford (1931)
- Dream of a Rarebit Fiend, regia di Wallace McCutcheon e Edwin S. Porter (1906)
- Eadweard Muybridge, Zoopraxographer, regia di Thom Andersen (1975)
- Fred Ott's Sneeze, regia di William Kennedy Laurie Dickson (1894)
- La vampira (A Fool There Was), regia di Frank Powell (1915)
- Ghostbusters - Acchiappafantasmi (Ghostbusters), regia di Ivan Reitman (1984)
- Evviva il nostro eroe (Hail the Conquering Hero), regia di Preston Sturges (1944)
- Humoresque, regia di Frank Borzage (1920)
- Lo specchio della vita (Imitation of Life), regia di Douglas Sirk (1959)
- The Inner World of Aphasia, regia di Edward e Naomi Feil (1968)
- John Henry and the Inky-Poo, regia di George Pal (1946)
- L.A. Confidential, regia di Curtis Hanson (1997)
- Il segno di Zorro (The Mark of Zorro), regia di Fred Niblo (1920)
- Il vecchio mulino (The Old Mill), regia di Wilfred Jackson (1937)
- Nostro pane quotidiano (Our Daily Bread), regia di King Vidor (1934)
- Portrait of Jason, regia di Shirley Clarke (1967)
- Operazione diabolica (Seconds), regia di John Frankenheimer (1966)
- Le ali della libertà (The Shawshank Redemption), regia di Frank Darabont (1994)
- Sink or Swim, regia di Su Friedrich (1990)
- The Story of Menstruation (1946)
- Symbiopsychotaxiplasm: Take One, regia di William Greaves (1968)
- Top Gun, regia di Tony Scott (1986)
- Winchester '73, regia di Anthony Mann (1950)

### 2016
- The Atomic Cafe, regia di Kevin Rafferty, Jayne Loader e Pierce Rafferty (1982)
- Colpo di fulmine (Ball of Fire), regia di Howard Hawks (1941)
- The Beau Brummels (1928)
- Gli uccelli (The Birds), regia di Alfred Hitchcock (1963)
- Il seme della violenza (Blackboard Jungle), regia di Richard Brooks (1955)
- Breakfast Club (The Breakfast Club), regia di John Hughes (1985)
- The Decline of Western Civilization, regia di Penelope Spheeris (1980)
- La valle dell'Eden (East of Eden), regia di Elia Kazan (1955)
- Funny Girl, regia di William Wyler (1968)
- Life of an American Fireman, regia di Edwin S. Porter (1903)
- Il re leone (The Lion King), regia di Roger Allers e Rob Minkoff (1994)
- Orizzonte perduto (The Lost Horizon), regia di Frank Capra (1937)
- Musketeers of Pig Alley, regia di David Wark Griffith (1912)
- Paris Is Burning, regia di Jennie Livingston (1990)
- Senza un attimo di tregua (Point Blank ), regia di John Boorman (1967)
- La storia fantastica (The Princess Bride), regia di Rob Reiner (1987)
- Putney Swope, regia di Robert Downey Sr. (1969)
- Rushmore, regia di Wes Anderson (1998)
- I film di Solomon Sir Jones (1924-1928)
- Io... e il ciclone (Stremboat Bill Jr.), regia di Charles Reisner (1928)
- Suzanne, Suzanne, regia di Camille Billops e James Hatch (1982)
- Thelma & Louise, regia di Ridley Scott (1991)
- Ventimila leghe sotto i mari (20,000 Leagues Under the Sea), regia di Stuart Paton (1916)
- Salerno, ora X (A Walk in the Sun), regia di Lewis Milestone (1945)
- Chi ha incastrato Roger Rabbit (Who Framed Roger Rabbit), regia di Robert Zemeckis (1988)

### 2017
- L'asso nella manica (Ace in the Hole), regia di Billy Wilder (1951)
- Boulevard Nights, regia di Michael Pressman (1979)
- Trappola di cristallo (Die Hard), regia di John McTiernan (1988)
- Dumbo - L'elefante volante (Dumbo), regia di Ben Sharpsteen, Norman Ferguson, Wilfred Jackson, Bill Roberts, Jack Kinney, Samuel Armstrong (1941)
- L'uomo dei sogni (Field of Dreams), regia di Phil Alden Robinson (1989)
- 4 Little Girls, regia di Spike Lee (1997)
- Fuentes Family Home Movies Collection, regia di (1920-1930)
- Barriera invisibile (Gentleman's Agreement), regia di Elia Kazan (1947)
- I Goonies (The Goonies), regia di Richard Donner (1985)
- Indovina chi viene a cena? (Guess Who's Coming to Dinner), regia di Stanley Kramer (1967)
- L'uomo che prende gli schiaffi (He Who Gets Slapped), regia di Victor Sjöström (1924)
- Interior New York Subway, 14th Street to 42nd Street, regia di G. W. Bitzer (1905)
- La Bamba, regia di Luis Valdez (1987)
- Avventurieri dell'aria (Only Angels Have Wings), regia di Howard Hawks (1939)
- Memento, regia di Christopher Nolan (2000)
- Lives of Performers, regia di Yvonne Rainer (1972)
- The Sinking of the Lusitania, regia di Winsor McCay (1918)
- Spartacus, regia di Stanley Kubrick (1960)
- Superman, regia di Richard Donner (1978)
- Thelonious Monk: Straight, No Chaser, regia di Charlotte Zwerin (1988)
- Time and Dreams, regia di Mort Jordan (1976)
- Titanic, regia di James Cameron (1997)
- Dormire con rabbia (To Sleep with Anger), regia di Charles Burnett (1990)
- Wanda, regia di Barbara Loden (1971)
- With the Abraham Lincoln Brigade in Spain, regia di Henri Cartier-Bresson (1937-1938)

### 2018
- Giorno maledetto (Bad Day at Black Rock), regia di John Sturges (1955)
- Dentro la notizia - Broadcast News (Broadcast News), regia di James L. Brooks (1987)
- I segreti di Brokeback Mountain (Brokeback Mountain), regia di Ang Lee (2005)
- Cenerentola (Cinderella), regia di Wilfred Jackson, Hamilton Luske e Clyde Geronimi (1950)
- I giorni del vino e delle rose (Days of Wine and Roses), regia di Blake Edwards (1962)
- Dixon-Wanamaker Expedition to Crow Agency, regia di Joseph K. Dixon e Roland Dixon (1908)
- La baia di Eva (Eve's Bayou), regia di Kasi Lemmons (1997)
- The Girl without a Soul, regia di John H. Collins (1917)
- Hair Piece: A Film for Nappyheaded People, regia di Ayoka Chenzira (1984)
- Hearts and Minds, regia di Peter Davis (1974)
- Hud il selvaggio (Hud), regia di Martin Ritt (1963)
- Il traditore (The Informer), regia di John Ford (1935)
- Jurassic Park, regia di Steven Spielberg (1993)
- La signora di Shanghai (The Lady from Shanghai), regia di Orson Welles (1947)
- Femmina folle (Leave Her to Heaven), regia di John M. Stahl (1945)
- Monterey Pop, regia di D. A. Pennebaker (1968)
- My Fair Lady, regia di George Cukor (1964)
- Il navigatore (The Navigator), regia di Buster Keaton e Donald Crisp (1924)
- Un giorno a New York (On the Town), regia di Stanley Donen e Gene Kelly (1949)
- I due volti della vendetta (One-Eyed Jacks), regia di Marlon Brando (1961)
- Mano pericolosa (Pickup on South Street), regia di Samuel Fuller (1953)
- Rebecca - La prima moglie (Rebecca), regia di Alfred Hitchcock (1940)
- Shining (The Shining), regia di Stanley Kubrick (1980)
- Smoke Signals, regia di Chris Eyre (1998)
- Something Good - Negro Kiss (1898)

### 2019
- Amadeus, regia di Miloš Forman (1984)
- Becky Sharp, regia di Rouben Mamoulian (1935)
- Before Stonewall, regia di Greta Schiller e Robert Rosenberg (1984)
- Body and Soul, regia di Oscar Micheaux (1925)
- Boys Don't Cry, regia di Kimberly Peirce (1999)
- Clerks - Commessi (Clerks), regia di Kevin Smith (1994)
- La ragazza di Nashville (Coal Miner's Daughter), regia di Michael Apted (1980)
- Emigrants Landing at Ellis Island (1903)
- Guerra bianca (Employees' Entrance), regia di Roy Del Ruth (1933)
- The Fog of War - La guerra secondo Robert McNamara (The Fog of War), regia di Errol Morris (2003)
- Angoscia (Gaslight), regia di George Cukor (1944)
- George Washington Carver at Tuskegee Institute (1937)
- Girlfriends regia di Claudia Weill (1978)
- I Am Somebody, regia di Madeline Anderson (1969)
- L'ultimo valzer (The Last Waltz), regia di Martin Scorsese (1978)
- My Name is Oona, regia di Gunvor Nelson (1969)
- È ricca, la sposo e l'ammazzo (A New Leaf), regia di Elaine May (1971)
- Zanna Gialla (Old Yeller), regia di Robert Stevenson (1957)
- La città del vizio (The Phenix City Story), regia di Phil Karlson (1955)
- Platoon, regia di Oliver Stone (1986)
- Purple Rain, regia di Albert Magnoli (1984)
- Le donne vere hanno le curve (Real Women Have Curves), regia di Patricia Cardoso (2002)
- Lola Darling (She's Gotta Have It), regia di Spike Lee (1986)
- La bella addormentata nel bosco (Sleeping Beauty), regia di Clyde Geronimi, Eric Larson, Wolfgang Reitherman, Les Clark (1959)
- Zoot Suit, regia di Luis Valdez (1981)

### 2020
- La battaglia del secolo (The Battle of the Century), regia di Clyde Bruckman (1927)
- The Blues Brothers - I fratelli Blues (The Blues Brothers), regia di John Landis (1980)
- Pane (Bread), regia di Ida May Park (1918)
- Buena Vista Social Club, regia di Wim Wenders (1999)
- Due cuori in cielo (Cabin in the Sky), regia di Vincente Minnelli (1943)
- Arancia meccanica (A Clockwork Orange), regia di Stanley Kubrick (1971)
- Il cavaliere oscuro (The Dark Knight), regia di Christopher Nolan (2008)
- El diablo nunca duerme, regia di Lourdes Portillo (1994)
- Freedom Riders, regia di Stanley Nelson (2010)
- Grease - Brillantina (Grease), regia di Randal Kleiser (1978)
- The Ground (1993-2001)
- The Hurt Locker, regia di Kathryn Bigelow (2008)
- Illusions, regia di Julie Dash (1982)
- Il circolo della fortuna e della felicità (The Joy Luck Club), regia di Wayne Wang (1993)
- Charlot ingombrante (Kid Auto Races at Venice), regia di Henry Lehrman (1914)
- I gigli del campo (Lilies of the Field), regia di Ralph Nelson (1963)
- Losing Ground, regia di Kathleen Collins (1982)
- L'uomo dal braccio d'oro (The Man with the Golden Arm), regia di Otto Preminger (1955)
- Mauna Kea: Temple Under Siege, regia di Joan Lander e Puhipau (2006)
- La preda della belva (Outrage), regia di Ida Lupino (1950)
- Shrek, regia di Andrew Adamson e Vicky Jenson (2001)
- Suspense, regia di Phillips Smalley e Lois Weber (1913)
- Sweet Sweetback's Baadasssss Song, regia di Melvin Van Peebles (1971)
- Wattstax, regia di Mel Stuart (1973)

### 2021
- Chicana (1979)
- Cooley High, regia di Michael Schultz (1975)
- Evergreen (1965)
- Fiori e alberi (Flowers and Trees), regia di Burt Gillett (1932)
- The Flying Ace, regia di Richard E. Norman (1926)
- Hellbound Train (1932)
- Jubilo, regia di Clarence G. Badger (1919)
- Il lungo addio (The Long Goodbye), regia di Robert Altman (1973)
- Il Signore degli Anelli - La Compagnia dell'Anello (The Lord of the Rings: The Fellowship of the Ring), regia di Peter Jackson (2001)
- The Murder of Fred Hampton, regia di Howard Alk (1971)
- Nightmare - Dal profondo della notte (A Nightmare on Elm Street), regia di Wes Craven (1984)
- Pink Flamingos, regia di John Waters (1972)
- Requiem-29 (1970)
- Il ritorno dello Jedi (Return of the Jedi), regia di Richard Marquand (1983)
- Richard Pryor: Live in Concert, regia di Jeff Margolis (1979)
- Ringling Brothers Parade Film (1902)
- Selena, regia di Gregory Nava (1997)
- Sounder, regia di Martin Ritt (1972)
- Stop Making Sense, regia di Jonathan Demme (1984)
- L'altro uomo (Strangers on a Train), regia di Alfred Hitchcock (1951)
- WALL-E, regia di Andrew Stanton (2008)
- The Watermelon Woman, regia di Cheryl Dunye (1996)
- Che fine ha fatto Baby Jane? (What Ever Happened to Baby Jane?), regia di Robert Aldrich (1962)
- Who Killed Vincent Chin?, regia di Christine Choy (1987)
- The Wobblies (1979)

### 2022
- Attica, regia di Cinda Firestone (1974)
- La ballata di Gregorio Cortez (The Ballad of Gregorio Cortez), regia di Robert M. Young (1982)
- Behind Every Good Man, regia di Nick Elliot (1966)
- Betty Tells Her Story, regia di Liane Brandon (1972)
- Bush Mama, regia di Haile Gerima (1979)
- Cab Calloway's Home Movies (1948-1951)
- Carrie - Lo sguardo di Satana (Carrie), regia di Brian De Palma (1976)
- Sciarada (Charade), regia di Stanley Donen (1963)
- Cirano di Bergerac (Cyrano de Bergerac), regia di Michael Gordon (1950)
- Grasso è bello (Hairspray), regia di John Waters (1988)
- House Party, regia di Reginald Hudlin (1990)
- Iron Man, regia di Jon Favreau (2008)
- Itam Hakim, Hopiit, regia di Victor Masayesva Jr. (1984)
- La sirenetta (The Little Mermaid), regia di Ron Clements e John Musker (1989)
- Manzanar, regia di Robert A. Nakamura (1971)
- Mardi Gras Carnival (1898)
- Mingus: Charlie Mingus 1968, regia di Thomas Reichman (1968)
- Pariah, regia di Dee Rees (2011)
- Scorpio Rising, regia di Kenneth Anger (1963)
- Super Fly, regia di Gordon Parks Jr. (1972)
- Titicut Follies, regia di Frederick Wiseman (1967)
- Tongues Untied, regia di Marlon T. Riggs (1989)
- Union Maids, regia di Jim Klein, Julia Reichert e Miles Mogulescu (1976)
- Harry ti presento Sally... (When Harry Met Sally...), regia di Rob Reiner (1989)
- Word Is Out: Stories of Some of Our Lives, regia di Peter Adair, Nancy Adair, Andrew Brown, Rob Epstein, Lucy Massie Phenix e Veronica Selver (1977)

### 2023
- 12 anni schiavo (12 Years a Slave), regia di Steve McQueen (2013)
- 20 Feet from Stardom, regia di Morgan Neville (2013)
- Il clandestino (Alambrista!), regia di Robert M. Young (1977)
- Apollo 13, regia di Ron Howard (1995)
- Bamboozled, regia di Spike Lee (2000)
- Bohulano Family Film Collection, regia di Concepcion Bohulano e Delfin Bohulano (1950-1979)
- Crusin' J-Town, regia di Duane Kubo (1975)
- Cercasi Susan disperatamente (Desperately Seeking Susan), regia di Susan Seidelman (1985)
- Pranzo alle otto (Dinner at Eight), regia di George Cukor (1933)
- Nel fango della periferia (Edge of the City), regia di Martin Ritt (1957)
- Saranno famosi (Fame), regia di Alan Parker (1980)
- Helen Keller in Her Story, regia di Nancy Hamilton (1955)
- Mamma, ho perso l'aereo (Home Alone), regia di Chris Columbus (1990)
- Lilli e il vagabondo (Lady and the Tramp), regia di Hamilton Luske, Clyde Geronimi e Wilfred Jackson (1955)
- The Lighted Field, regia di Andrew Noren (1987)
- Love & Basketball, regia di Gina Prince-Bythewood (2000)
- Matewan, regia di John Sayles (1987)
- Maya Lin: A Strong Clear Vision, regia di Freida Lee Mock (1994)
- A Movie Trip Throught Filmland, regia di Paul Fenton (1921)
- Nightmare Before Christmas (The Nightmare Before Christmas), regia di Henry Selick (1993)
- Passing Through, regia di Larry Clark (1977)
- Queen of Diamonds, regia di Nina Menkes e Tinka Menkes (1991)
- Terminator 2 - Il giorno del giudizio (Terminator 2: Judgement Day), regia di James Cameron (1991)
- Il banchetto di nozze (Hsi yen), regia di Ang Lee (1993)
- We're Alive, regia di Michie Gleason, Christine Lesiak e Kathy Levitt (1974)

### 2024
- American Me - Rabbia di vivere (American Me), regia di Edward James Olmos (1992)
- Gli angeli con la faccia sporca (Angels with Dirty Faces), regia Michael Curtiz (1938)
- Annabelle Serpentine Dance, regia di William K.L. Dickson e William Heise (1895)
- Beverly Hills Cop - Un piedipiatti a Beverly Hills (Beverly Hills Cop), regia di Martin Brest (1984)
- Chelsea Girls, regia di Andy Warhol (1966)
- Common Threads: Stories from the Quilt, regia di Rob Epstein e Jeffrey Friedma (1989)
- Compensation, regia di Zeinabu Irene Davis (1999)
- Dirty Dancing (Balli proibiti) (Dirty Dancing), regia di Emile Ardolino (1987)
- Ganja & Hess, regia di Bill Gunn (1973)
- Gli invasori spaziali (Invaders from Mars), regia William Cameron Menzies (1953)
- Koko's Earth Control, regia di Dave Fleischer (1928)
- Anna dei miracoli (The Miracle Worker), regia di Arthur Penn (1962)
- Mi familia (My Family, Mi familia), regia di Gregory Nava (1995)
- Belli e dannati (My Own Private Idaho), regia di Gus Van Sant (1991)
- Non è un paese per vecchi  (No Country for Old Men), regia fratelli Coen (2007)
- Powwow Highway, regia di Jonathan Wacks (1989)
- L'idolo delle folle (The Pride of the Yankees), regia di  Sam Wood (1942)
- The Social Network, regia di David Fincher (2010)
- Spy Kids, regia di Robert Rodriguez (2001)
- Star Trek II - L'ira di Khan (Star Trek II: The Wrath of Khan), regia di Nicholas Meyer (1982)
- Non aprite quella porta (The Texas Chain Saw Massacre), regia di Tobe Hooper (1974)
- Up in Smoke, regia di Lou Adler (1978)
- Uptown Saturday Night, regia di Sidney Poitier (1974)
- Will, regia di Jessie Maple (1981)
- Serie di film sperimentali degli studenti di Zora Lathen (1975-1976)